# Vittorio Emanuele Aleandri
Vittorio Emanuele Aleandri (geboren am 5. März 1863 in San Severino Marche, Marken; gestorben am 9. August 1927) war ein italienischer Lokalhistoriker und Dialektdichter.

## Wirken
Aleandri verfasste Schriften zur Geschichte und Kunstgeschichte seiner Heimatstadt und den Dialekt im Gebiet von San Severino Marche, italienisch dialetto maceratese, in dem er auch selbst Gedichte verfasste. Durch Empfehlung des Denkmalpflegers Milziade Santoni wurde er stellvertretender Stadtsekretär von Camerino. Er unterbreitete einen Vorschlag zur Einsetzung einer Kommission zur Erforschung und Reorganisation des Archivs und erbot sich, dies für den Distrikt Camerino zu übernehmen. Er veröffentlichte als Sekretär des Ortes Vitorchiano 1914 eine Broschüre mit einer Zusammenstellung der Dokumente der dortigen Stadt- und Notariatsarchive sowie bereits 1911 Beiträge zu den lombardischen Künstlern und Kunstwerken in dieser Stadt. Zudem schrieb er Biographien zu Künstlern aus den Marken für das Allgemeine Lexikon der Bildenden Künstler von der Antike bis zur Gegenwart.
Aleandris Großvater war ein Bruder des Architekten Ireneo Aleandri (1795–1885) über den er mehrere Beiträge schrieb.

## Veröffentlichungen (Auswahl)
- Versi in dialetto sanseverinese ed in lingua italiana. Sanseverino Marche 1887, OCLC 557349218.
- Nuova guida storico-artistica-industriale di Sanseverino-Marche. Tipografia Costantino Bellabarba, Sanseverino Marche 1889, OCLC 44170379.
- Gli ebrei, le loro banche d’usura ed il monte di Pietà di Sanseverino Marche. Mmemorie dal secolo 14. al 17. Tipografia Costantino Bellabarba, Sanseverino Marche 1891.
- Riordinamento dello Archivio Storico Municipale e di quello della R. Pretura in Sanseverino-Marche. Relazione e prospetti. Tipografia Francesco Taddei, Sanserverino March 1899.
- Mastri da muro e architetti Lombardi in Sanseverino-Marche nel secolo XV. Memorie e documenti dell’archivio comunale della suddetta città. P. Faverio di P. Confalonieri, Mailand 1900 (archive.org).
- La Pinacoteca civica di Sanseverino-Marche. In: Le Gallerie nazionali italiane. Notizie e documenti. Jahrgang 3, 1896, S. 135–140 (uni-heidelberg.de).
- Sulla famiglia dei pittori Lorenzo e Giacomo di Salimbene da Sanseverino-Marche. Sanseverino Marche 1901, OCLC 27055255.
- La stampa degli statuti di Camerino e il tipografo Antonio Gioioso. Savini, Camerino 1902, OCLC 920445586.
- Il Duomo antico di S. Severino-Marche. Tipografia Francesco Taddei, Sanseverino Marche 1905, OCLC 1045890094.
- Inventario degli antichi archivi comunale e notarile di Vitorchiano. Tipografia Annesini & Rita, Vignanello 1914.